# Емоционална сигурност
Емоционална сигурност је мера стабилности емоционалног стања појединца, у коме када се емоционално осећамо сигурно, особа се осећа опуштено изнутра, и њен штит је спуштен. Таква особа је слободна и аутентични пред другима, што укључује изражавање њене боли, незадовољства и чежње, не плашећи се да ће бити критиковани или осрамоћена.
За разлику од емоционалне сигурности емоционална несигурност или једноставно несигурност је осећај опште нелагоде или нервозе који може бити изазван опажањем неке особе да је она на неки начин рањиви или инфериорнаи, или осећајем рањивости или нестабилности који му угрожавају слику о себи или сопствени его.
Концепт је повезан са појмом психолошке отпорности у мери у којој настаје ефекат назадовање или тешке ситуације који има јак утицај на појединца. Међутим, отпорност се односи и на свеукупно суочавање, у односу на социоекономску ситуацију појединца, док емоционална сигурност посебно карактерише емоционални утицај. У том смислу, емоционална сигурност се може схватити као део отпорности.
Појам емоционалне сигурности појединца треба разликовати од појма емоционалне несигурности или несигурности коју пружа окружење које не прети. За особу која је подложна нападима депресије изазваним мањим застојима каже се да је мање „емоционално сигурна“. За особу чију општу срећу не потресају чак ни велики поремећаји за њихов живота могло би се рећи да је изузетно емоционално сигуран.

## Значај
Емоционална сигурност је стабилност на индивидуалном емоционалном нивоу, и важна је за одржавање емоционалног здравља појединца. Степени ове емоционалне сигурности одговара личној перцепцији себе на емоционалном нивоу.
Једна од предности изградње сигурности у односима је та што таква особа има слободу да буде оно што јесте.

## Емоционална несигурност
Абрахам Маслов описао је несигурну особу као особу која „доживљава свет као џунглу која прете и већину људских бића као опасну и себичну; осећа се као одбачена и изолована особа, узнемирена и непријатељска; генерално је песимистична и несрећна; показује знаке напетости и сукоб, има тенденцију да се окрене према унутра; узнемирен је осећањем кривице, има један или други поремећај самопоштовања; има тенденцију да буде неуротичан; и генерално је себичан и егоцентричан. Он је у свакој несигурној особи посматрао непрекидну, никад умирућу, чежњу за сигурношћу.
Особа која је несигурна нема поверења у сопствену вредност и једну или више својих способности, нема поверења у себе или друге или се плаши да је тренутно позитивно стање привремено, па ће је изневерити и донети губитак или тугу због „грешака“ у будућности. Ово је заједничка особина, која се разликује само у степеновању међу људима.
Ово не треба мешати са понизношћу, која укључује препознавање нечијих недостатака, али и даље одржавање здраве дозе самопоуздања. Несигурност није објективна процена нечијих способности, већ емоционално тумачење. Двоје људи са истим способностима могу имати потпуно различите нивое несигурности.
Несигурност може допринети развоју стидљивости, параноје и друштвеног повлачења, или, у неким случајевима, може подстаћи компензационо понашање попут ароганције, агресије или малтретирања.
Чињеница да је већина људских бића емоционално рањива и да има способност да буде повређена, имплицира да би емоционална несигурност могла бити само разлика на нивоу свести.
Несигурност има много ефеката у животу неке особе, и карактерише се тиме што:
- Скоро увек изазива одређени степен изолације јер се типично несигурна особа у одређеној мери повлачи од људи. Што је већа несигурност, то је већи степен изолације.
- Несигурност је често укорењена у детињству неке особе.
- Попут увреде и горчине, она расте слојевито, често постаје имобилизујућа сила која поставља ограничавајући фактор у животу неке особе.
- Несигурност се градуира по степену; степен у коме је укорењен једнак је степену моћи коју има у животу особе. Како несигурност може бити узнемирујућа и изазива осећај претње по психу, често је може бити праћена контролисањем типа личности или избегавањем, као психолошким одбрамбеним механизмима.

## Хемија мозга
У одређеној мери, емоционална сигурност је изазвана функцијама хемије мозга: неки људи су природно предиспонирани да се осећају мање срећно и да на њих негативније утичу природни догађаји, на пример у случају хипотиреозе. Одређени лекови, попут ССРИ или чак стимуланса, често се прописују за решавање таквих природних недостатака. Нежељени ефекти ових лекова, међутим, у многим случајевима могу негирати њихове позитивне ефекте, на пример када одређени антидепресиви отежавају или онемогућавају доживљај оргазма чинећи мозак неспособним да прекине проток одређених хормона који су обично повезани са позитивним емоцијама, и потребно и је изненада блокирати на краће временске периоде да би дошло до оргазма. Такође се каже да такви лекови отупљују и „успоне и падове“, који код неких људи исцрпљују, вредну, инспиративну енергија из живота. Међутим, одмеравање предности у односу на недостатке таквих ситуација нешто је различито за сваког појединца, а у многим случајевима опасности од природно ниске емоционалне сигурности могу бити горе од нуспојава одговарајућих лекова, посебно у стањима кад је особа са самоубилачким тенденцијама.

## Филозофија
Постоје многе филозофије које схватају да је емоционална сигурност производ погледа на окружење. Такве идеологије заговарају постојање сигурнијих корака од медицине у оквиру које се могу предузети кораци како би се повећала емоционална сигурност. Ове опције могу да се крећу од програма самопомоћи, програма лечења од злоупотребе супстанци и психотерапије до физичких вежби и духовне или верске преданости.
Док се емоционално несигурни људи могу осећати летаргично, понекад је њихова најбоља опција повећати своје ендорфине вежбањем; иако се можда плаше одбијања, то може довести до нездраве усамљености, што је једини начин да се превазиђе одбијање и покуша се упознавањима свог окружења. Праксе попут јоге и будизма заговарају апстиненцију од супстанци које мењају ум; јога је физичка, ментална и духовна пракса или дисциплина за постизање бистрине ума и сигурности става кроз обуку и дисциплиновање тела, док је будизам у суштини пракса осмишљена за решавање конкретних патње.
Филозофи егзистенцијализма прилично се често баве питањима која се односе на емоционалну несигурност, фокусирајући се на духовно стање појединца у свету, при чему је егзистенцијализам емоционално и психолошки оријентисанија филозофија од других рационалистичких школа. Сøрен Киеркегаард се бавио емоцијама попут анксиозности, страха и очаја, указујући на улогу чинилаца коју могу одиграти у доношењу трансформације која мења живот.